# 茜草灣戰役
茜草灣之战或稱西草灣之戰，是發生在明世宗嘉靖元年，即公元1522年（一說嘉靖二年：1523年），在廣東大奚山茜草灣（今香港大嶼山茜草灣），明军水师与葡萄牙舰队的一场海战。1511年，葡萄牙已經有海員越過非洲到達满剌加（即马六甲），並對當時的大明廣東布政使司的屯門軍鎮（今香港屯門一帶）虎視眈眈，渴求佔領該地，並向明朝宣戰。汪鋐使用新式的蜈蚣船和佛朗機炮大败葡萄牙舰队，最終以明军胜利告终，俘虜別都盧等42人，斬殺35人，繳獲大小火炮20多門以及數把鳥銃和葡萄牙战舰2艘。

## 事件经过
嘉靖元年（1522年）（一說嘉靖二年：1523年）的茜草灣之战，寇犯茜草灣的是葡萄牙人馬爾丁·阿豐索·美路·高丁玉^ 率领下的援助屯门的舰队，中国人称其为别都卢，隶属于葡萄牙驻印度总督。这一支葡萄牙舰队有很强的战斗力，在寇犯中国前已经「恃其巨铳利兵，劫掠满剌加诸国，横行海外，至率其属疏世利等千余人，驾舟五艘，破巴西国，遂寇新会县西草湾」。在他到达满剌加的时候，获悉屯门船队与中国关系恶化，但仍打算冒险前行。哥丁霍的性格不像西芒那样暴躁，他劝告部下「力避冲突行为，于入港投锚后，急上岸求见广东地方长官，请求许其和平贸易。广东地方长官置之不理，不得已，由屯门港退出，然已遭中国舰队之追击」。
这是因为广东当局在经历了屯门海战后，已经下令「不准中国人与葡萄牙人接触，并命中国战船一旦遇上悬挂葡萄牙旗帜的船只，就将其击毁」。由于明朝水师求战的坚定与急切，同时哥丁霍在是否开战上犹豫不决，茜草湾之战一开始明军就占了上风，经过反复较量，最终以明朝水师胜利告终，俘虏别都卢等42人，斩杀35人，缴获大小火炮20多门和战船2艘。

## 后续发展
茜草灣之战沉重打击了葡萄牙殖民者，从此直到嘉靖二十年（1541年），在中国的文献中没有发现葡萄牙在广东沿海的冒险经历。这当然不是说葡萄牙从此放弃，而是转移到条件较为宽松的福建、浙江等继续走私。「自是，佛郎机诸番夷舶，不市粤而潜之漳州」。另一方面它也转变了进入的方式，在随后的三十年内，佛郎机继续游弋于中国沿海，他们有时在地方官员的默许下进行贸易，有时则完全不把地方官员放在眼里。由于最初是广东相当严厉地执行那道明朝禁止其贸易的诏令，葡萄牙人便将自己的注意力转向较北面的沿海省份闽浙，他们在那里荫蔽、无名的诸岛屿及港湾内越冬。与此同时伴随着始于嘉靖二年愈演愈烈的「倭患」，中国与葡萄牙的海上交往就同「倭寇」事件相联系，进入到一个新的阶段。直到嘉靖三十二年（1553年），葡萄牙人才最终获得在澳门的居留权。

## 延伸閱讀
- 西草灣戰役的有無和西草灣地望考辨 （页面存档备份，存于） 施存龍 澳門特別行政區政府文化局：「“轉戰稍州”考察」